# Mort d'Anna Cook
Pour les articles homonymes, voir Cook.
Le texte peut changer fréquemment, n’est peut-être pas à jour et peut manquer de recul. 
Le titre et la description de l'acte concerné reposent sur la qualification juridique retenue lors de la rédaction de l'article et peuvent évoluer en même temps que celle-ci.
La mort d'Anna Cook, de son vrai nom Ana María Villarroel González, a eu lieu le 2 août 2017 dans la commune de Providencia. Anna Cook est une DJ chilienne lesbienne, admise sans signe de vie à l'hôpital Salvador de Providencia le 2 août 2017 après avoir passé la soirée avec des amis dans l'appartement dont elle louait une chambre. Les autopsies montrent la présence de différents drogues dans son corps et la présence de sperme et spermatozoïdes dans sa bouche. Sa mère dénonce des incohérences dans l'enquête et la question ¿Quién mató a Anna Cook? (Qui a tué Anna Cook ?) est taguée sur les murs de Santiago et a été projetée sur la tour Telefónica le 8 mars 2020 par le collectif Delight Lab.

## Biographie de la victime
Ana María Villarroel González naît le 5 avril 1991 à Arica, où elle vit jusqu'à l'âge de 16 ans. Au moment du décès de sa grand-mère, Ana María Villarroel déménage avec sa mère Kattia González à Santiago. Elle est décrite par une amie comme une personne ayant toujours été très masculine et rebelle et qui s'identifiait déjà comme lesbienne à l'âge de 16 ans.
Elle étudie le design graphique à l'Université des arts et sciences de la communication (es) puis part pour un an en Allemagne. À son retour elle loue une chambre dans un appartement à Providencia, rue Tranquila,. Passionnée par la musique, elle est DJ de musique électronique dans des fêtes et utilise le nom Anna Cook,,.

## Décès
Le 2 août 2017 à 14h22, elle est admise à l'hôpital Salvador de Providencia, sans signes vitaux, amenée par son bailleur Raúl Azócar qui indique ne pas connaître son vrai nom. Il déclare qu'elle a des antécédents épileptiques, de consommation de drogues, en particulier cocaïne, et de dépression. Kattia González, mère de la victime, réfute par la suite les antécédents d'épilepsie et de dépression.

## Enquête judiciaire
Selon l'enquête, Anna Cook a passé la soirée précédant son décès chez elle avec des amis. Au premier étage se trouvaient son bailleur Raúl Azócar avec le photographe Matías Troncoso. À 5 heures du matin, Kattia González reçoit des messages WhatsApp venant du portable de sa fille, disant « c'est eux ou moi » et « quelqu'un doit mourir ». Raúl González, après avoir passé plusieurs heures de la matinée à l'extérieur pour un rendez-vous médical, aurait essayé de réanimer Anna Cook à son retour, puis décidé de l'amener à l'hôpital.
En août 2018, une première autopsie révèle qu'Anna Cook serait morte à la suite d'un arrêt cardiaque, et révèle de nombreuses fractures aux côtes ainsi que la présence de sperme et de spermatozoïdes dans sa bouche. Aucune trace de drogue n'est détectée. L'échantillon de sperme est comparé au profil génétique de Simón (ami présent dans la soirée), Raúl Azócar et Magno Saavedra (avec qui Anna Cook devait jouer le 4 août 2017) mais ne correspond à aucun de ces profils. L'échantillon est complètement utilisé pour ces comparaisons.
Selon un rapport rédigé par le détective Jaime Brieba pour la famille, Anna Cook a également une ecchymose sur le cou, mais cette lésion n'est pas mentionnée par l'autopsie.
En octobre 2019, une seconde autopsie montre la présence de marijuana, cocaïne, zopiclone et alcool, un mélange qui pourrait avoir été fatal et avoir provoqué une overdose. Mitzy Henríquez, seconde procureure chargée de l'affaire, déclare que la cause de la mort est une « overdose sans implication de tiers »,.
En janvier 2020, Kattia González et son avocate portent plainte contre Raúl Azócar et tous les responsables de la mort d'Anna Cook, ce qui empêche de clore l'enquête.
Une troisième procureure est alors chargée de l'affaire, Glenis Sánchez.

## Mobilisation et campagne de soutien
Deux ans après les faits, en septembre 2019, la mère de la victime rend publics les détails de l'enquête judiciaire afin d'alerter l'opinion publique sur ce qu'elle estime être des incohérences. Lily Candia, son avocate depuis octobre 2019, dénonce que le service médico-légal n'ait réalisé qu'une autopsie « normale » alors que pour des décès dans des circonstances troubles, il y a obligation de faire une autopsie plus complète et de réaliser davantage de prélèvements.
La question ¿Quién mató a Anna Cook? (Qui a tué Anna Cook ?) a été projetée sur la tour Telefónica le 8 mars 2020 par le collectif Delight Lab,. La question est également taguée sur les murs de Santiago.